# Nabor de Lima Monteiro
Nabor de Lima Monteiro (Campinas, 17 de setembro de 1909 — São Paulo, 1 de julho de 1974) foi um político, engenheiro e economista brasileiro.
Foi prefeito municipal de Joinville entre 1939 e 1940.
Foi vereador na 17º legislatura no município de Bauru de 1952 a 1955.